# San Isidro el Cuil
San Isidro el Cuil är en ort i Mexiko.   Den ligger i kommunen San Gabriel Mixtepec och delstaten Oaxaca, i den sydöstra delen av landet, 400 km sydost om huvudstaden Mexico City. San Isidro el Cuil ligger 548 meter över havet och antalet invånare är 205.
Terrängen runt San Isidro el Cuil är lite bergig, och sluttar söderut.  Trakten runt San Isidro el Cuil är nära nog obefolkad, med mindre än två invånare per kvadratkilometer. Närmaste större samhälle är Puerto Escondido, 19,1 km söder om San Isidro el Cuil. Omgivningarna runt San Isidro el Cuil är en mosaik av jordbruksmark och naturlig växtlighet.